# اندیس آهک حسین‌آباد
آهک حسین آباد یک اندیس مصالح ساختمانی است که در  استان قزوین قرار دارد و مادهٔ معدنی موجود در آن، سنگ آهک است.سنگ میزبان این اندیس آهکهای تریاس است و دیرینگی آن به دوران تریاس می‌رسد. در این اندیس، پاراژنز‌های دولومیت یافت می‌شوند.